# 河南自然博物馆
河南自然博物馆是一所位于中國河南省郑州市的自然科學博物馆。

## 馆徽
馆徽标志上半部分是由河南省地质博物馆的英文首写字母H、G、M组合而成，形似一头向前奔走的大象。下半部分金黄色的"上悬弧"寓意地球的表面，表明地球是地质研究的主体，金黄色寓意河南的黄帝、黄河、黄土。

## 历史
1931年河南省地质调查所在开封设有地质标本陈列室，当时藏有化石、岩石和矿物标本250余种。1948年陈列室标本增加到436种。1952年中南地质局将河南地质调查所的标本运往武汉陈列。 1956年河南省地质局筹建处成立时，开始筹建河南地质博物馆。文化大革命时期被迫关闭，遭到严重破坏，标本全部丢失。1983年10月，重新筹建河南地质博物馆，于1984年重新开馆。2001年河南省地质矿产厅图书馆、资料馆、地质博物馆开始筹划合并组建河南省地质博物馆。 2007年12月新馆的标本展品采集征集和陈列布展工程完成。2008年4月免费开放。
2021年3月14日河南省地质博物馆更名为河南自然博物馆。

## 馆舍
该馆建筑面积5800平方米，布展面积4100平方米。

## 展厅

### 馆外
馆外有矿石林、科普广场、恐龙雕塑等。

### 馆内
馆内设有地球厅、恐龙厅、生物演化厅、古象厅、矿产资源厅、地质环境厅、矿物厅、4D动感影院（多功能厅）和地震海啸感受剧场。

## 馆藏
目前，馆藏地质资料7357份、13328套；
馆藏中外文图书文献、地学专业图书文献9万余册；
馆藏化石、岩石和矿物标本5000余件，其中展出2193件。